# Bath
Bath — метеорит-хондрит масою 21000 грам.